# Langgerekt knoopwier
Langgerekt knoopwier (Gracilariopsis longissima) is een roodwier uit de klasse Florideophyceae. De wetenschappelijke naam van de soort werd in 1768 voor het eerst geldig gepubliceerd door Samuel Gottlieb Gmelin als Fucus longissimus.

## Kenmerken
Langgerekt knoopwier is een glad aanvoelend roodwier die tot 20-30 cm hoog wordt. Het is helderrood tot roodbruin van kleur. De thallus (plantvorm) bestaat uit een kleine basale hechtschijf met daaruit onregelmatig vertakte, cilindrische assen. De assen zijn tot 2 mm dik, met lange onvertakte uiteinden, en het centrum van de assen bestaat uit grote cellen. De spermatangia (mannelijke voortplantingsorganen) liggen in plekken aan het oppervlak van het thallus.

## Verspreiding en leefgebied
Deze soort komt over vrijwel de gehele wereld voor in de gematigde en subtropische gebieden. De roodwier hecht zich op rotsen, stenen en schelpen voor het intergetijdengebied en iets dieper. Langgerekt knoopwier kan redelijk goed tegen brak water zodat hij ook doordringt in gebieden met het brakke water.